# Max Battke
Pour les articles homonymes, voir Battke.
Max Battke, né le 15 septembre 1863 à Schiffuss près de Wandlacken et mort le 4 octobre 1916 à Berlin est un pédagogue et écrivain allemand.

## Biographie
Max Battke fait ses études à Königsberg et à Berlin avant de devenir professeur dans divers conservatoires. Il crée un séminaire de musique à Berlin en 1900, qui devient en 1910 le « Seminar für Schulgesang ».
Il est l'auteur de nombreux manuels de musique et de méthodes de chant. Il assure, avec Engelbert Humperdinck, la publication de recueils de chants traditionnels et de pièces pour piano.